# رمی دوگیمونت
رمی دوگیمونت (انگلیسی: Rémy Dugimont؛ زادهٔ ۱ ژوئیهٔ ۱۹۸۶) بازیکن فوتبال اهل فرانسه است.
از باشگاه‌هایی که در آن بازی کرده‌است می‌توان به باشگاه فوتبال کلرمون فوت اشاره کرد.